# Harald Selldén
Harald Selldén, född den 13 juni 1889 i Hedemora, död den 31 mars 1969 i Stockholm, var en svensk brandman. Han var son till Hjalmar Selldén och dotterson till Carl von Otter.
Selldén var ursprungligen sjökapten. Han blev löjtnant i reserven vid flottan 1921. Selldén blev andre brandlöjtnant vid Stockholms brandkår 1918, förste brandkapten 1925 och vice brandchef 1931. Han var brandchef i Stockholm 1932–1944. Selldén var sakkunnig i luftskyddsinspektionen 1938–1941. Han blev riddare av Vasaorden 1933 och av Nordstjärneorden 1944. Selldén vilar på Grangärde kyrkogård.